# Am I Not Your Girl?
Albums de Sinéad O'Connor
I Do Not Want What I Haven't Got
(1990) Universal Mother
(1994)
Am I Not Your Girl? est le troisième album de l'autrice-compositrice-interprète irlandaise Sinéad O'Connor. Il est sorti en 1992 sur le label Ensign Records (en). C'est un album de reprises, majoritairement de standards de jazz.

## Fiche technique

### Chansons
| No  | Titre                                                                      | Auteur                                                  | Durée |
| --- | -------------------------------------------------------------------------- | ------------------------------------------------------- | ----- |
| 1.  | Why Don't You Do Right?                                                    | Joe McCoy                                               | 2:28  |
| 2.  | Bewitched, Bothered and Bewildered                                         | Lorenz Hart, Richard Rogers                             | 6:15  |
| 3.  | Secret Love (en)                                                           | Sammy Fain, Paul Francis Webster                        | 2:56  |
| 4.  | Black Coffee                                                               | Sonny Burke, Paul Francis Webster                       | 3:21  |
| 5.  | Success Has Made a Failure of Our Home (en)                                | Johnny Mullins (en)                                     | 4:29  |
| 6.  | Don't Cry for Me Argentina                                                 | Andrew Lloyd Webber, Tim Rice                           | 5:39  |
| 7.  | I Want to Be Loved by You                                                  | Bert Kalmar, Harry Ruby, Herbert Stothart               | 2:45  |
| 8.  | Gloomy Sunday                                                              | László Jávor (en), Sam L. Lewis, Rezső Seress           | 3:56  |
| 9.  | Love Letters                                                               | Edward Heyman, Victor Young                             | 3:07  |
| 10. | How Insensitive                                                            | Vinícius de Moraes, Norman Gimbel, Antônio Carlos Jobim | 3:28  |
| 11. | Scarlet Ribbons (en)                                                       | Evelyn Danzig (en), Jack Segal (en)                     | 4:14  |
| 12. | Don't Cry for Me Argentina (instrumental)                                  | Andrew Lloyd Webber, Tim Rice                           | 5:10  |
| 13. | Personal message about pain (Jesus and the Money Changers) (morceau caché) | Sinéad O'Connor                                         | 2:00  |

### Musiciens
- Sinéad O'Connor : chant
- Ira Siegel : guitare
- David Finck : basse
- David LeBolt : clavier
- Richard Tee : claviers, chœurs
- Chris Parker, John Reynolds (en) : batterie
- Gloria Agostini : harpe
- Jerry O'Sullivan : Uilleann pipes
- Joanie Madden : tin whistle
- Gerry Niewood, Ted Nash : saxophone ténor, clarinette
- Dave Tofani, Dennis Anderson : saxophone alto, flûte
- Ronnie Cuber : saxophone baryton, clarinette basse
- Alan Rubin, Brian O'Flaherty, Joe Shepley, Lew Soloff (en), Robert Millikan : trompette, bugle
- Birch Johnson, Jim Pugh, Keith O'Quinn, Kim Allan Cissel, George Flynn : trombone
- Dave Braynard : tuba
- Charles McCracken, Fred Zlotkin, Richard Locker : violoncelle
- Shelly Woodworth : cor anglais, hautbois
- Bob Carlisle, Fred Griffin, John Clark : cor d'harmonie
- Alan Martin, Arnold Eidus, Barry Finclair, Charles Libove, Donna Tecco, Elena Barere, Gerald Tarack, Jan Mullen, John Pintavalle, Laura Seaton, Marti Sweet, Matthew Raimondi, Nancy McAlhany, Richard Sortomme : violon
- Jesse Levine, Julien Barber, Lamar Alsop : alto
- David Nadien : chef d'orchestre, violon
- Torrie Zito (en), Rob Mounsey (en), Doug Katsaros (en), Sid Ramin : arrangements, chef d'orchestre
- Patrick Williams : arrangements